# Ashley Brehaut
Ashley Brehaut (* 18. September 1980 in Ballarat) ist ein australischer Badmintonspieler. 

## Karriere
Ashley Brehaut nahm 2004 an Olympia teil. Er startete dabei im Herrendoppel mit Travis Denney und unterlag in der ersten Runde. 2001 hatten beide die Australian International gewonnen. 2006 und 2008 wurde er australischer Meister im Doppel mit Ben Walklate.

## Sportliche Erfolge
| Saison | Veranstaltung                     | Disziplin    | Platz | Name                                |
| ------ | --------------------------------- | ------------ | ----- | ----------------------------------- |
| 2001   | Australian International          | Herrendoppel | 1     | Ashley Brehaut / Travis Denney      |
| 2004   | Ballarat International            | Herrendoppel | 2     | Ashley Brehaut / Hung Pham          |
| 2006   | Fiji International                | Herrendoppel | 1     | Ashley Brehaut / Aji Basuki Sindoro |
| 2006   | Australian International          | Herrendoppel | 2     | Ashley Brehaut / Aji Basuki Sindoro |
| 2006   | Australien: Einzelmeisterschaften | Herrendoppel | 1     | Ashley Brehaut / Ben Walklate       |
| 2006   | Australien: Einzelmeisterschaften | Mixed        | 3     | Ashley Brehaut / Erin Carroll       |
| 2006   | Victorian International           | Herrendoppel | 3     | Ashley Brehaut / Aji Basuki Sindoro |
| 2006   | Ozeanienmeisterschaft             | Herrendoppel | 3     | Ashley Brehaut / Travis Denney      |
| 2007   | Australian International          | Herrendoppel | 1     | Aji Basuki Sindoro / Ashley Brehaut |
| 2008   | Australien: Einzelmeisterschaften | Herrendoppel | 1     | Ashley Brehaut / Ben Walklate       |